# Eduard Wilhelm Sievers

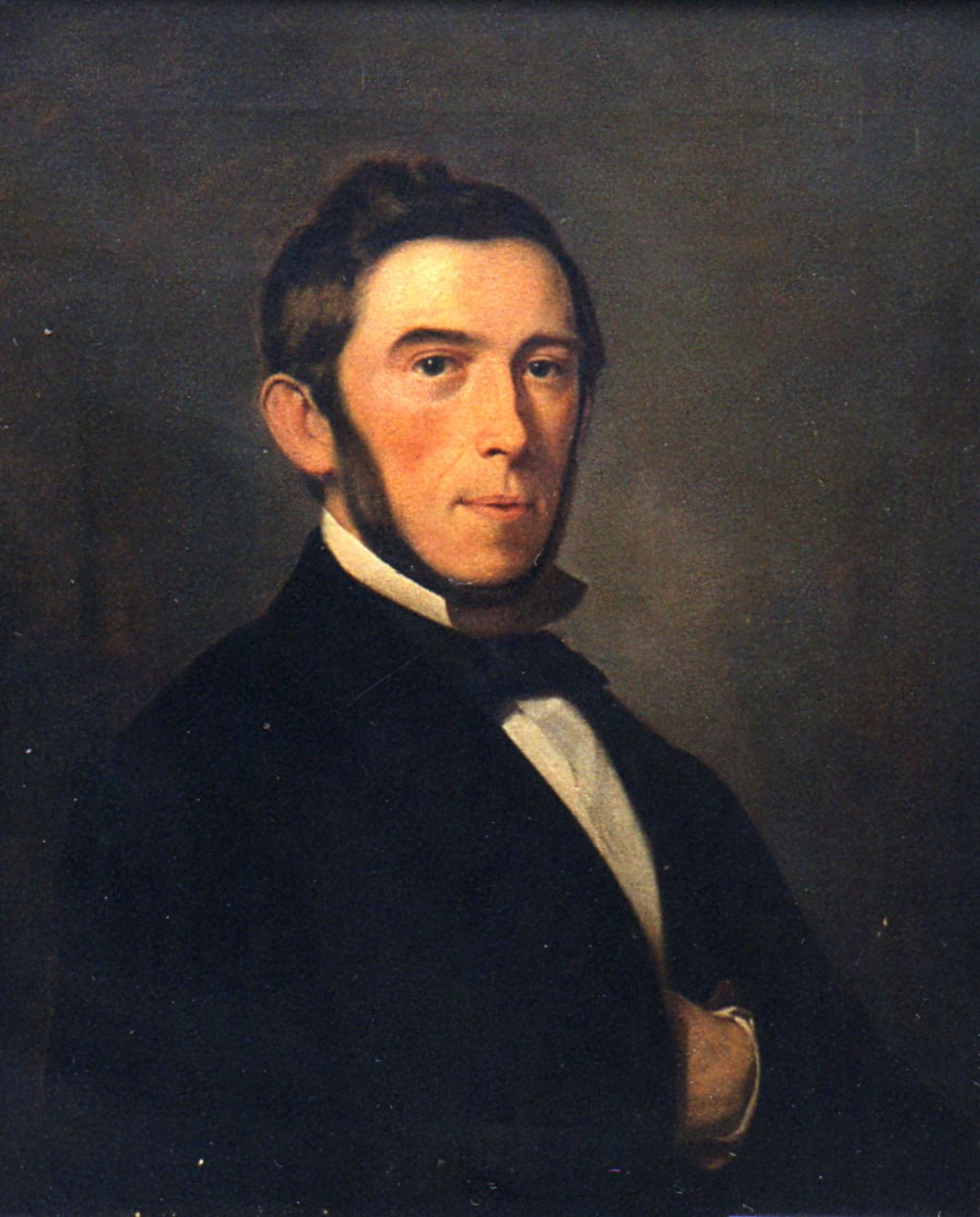
Eduard Wilhelm Sievers.

Eduard Wilhelm (E.W.) Sievers, född den 19 mars 1820 i Hamburg, död den 9 december 1894 i Gotha, var en tysk Shakespeareforskare, geheimeråd och professor.
Sievers härstammade från en hanseatisk köpmannasläkt, och var farbror till geografen Wilhelm Sievers. Han studerade i Gotha, Berlin och Bonn för att 1842 disputera i Erlangen med De Odrysarum imperio commentatio. Efter en tid vid Johanneum i Hamburg började han 1845 vid Ernestinum i Gotha. Sievers publicerade framför allt verk om William Shakespeare samt tolkningar till tyska av dennes verk.

## Verk i urval
- De Odrysarum imperio commentatio. P. Neusser, Bonn 1842
- Über die Tragödie überhaupt und Iphigenie in Aulis insbesondere. Als Manuscript gedruckt Hamburg och Gotha, 1847
- Über die Grundidee des Shakespeareschen Dramas Othello Gotha, 1851
- Shakespeare's Dramen für weitere Kreise bearbeitet No. 1-5. Leipzig, 1851-53
- Othello ... Erklärt von Dr. E. W. Sievers Herrig (L.) Sammlung englischer Schriftsteller. Band 4, 1853
- Julius Caesar ... Erklärt von Dr. E. W. Sievers Herrig (L.) Sammlung englischer Schriftsteller. Band 8, 1853
- William Shakespeare. Sein Leben und Dichten. Rud. Besser, Gotha 1866
- Shakespeare's zweiter mittelalterlicher Dramen-Cyclus. Mit einer Einleitung von W. Wetz.  Reuther & Reichard, Berlin 1896

## Biografi
- Shakespeare Jahrbuch, 31 (1895), S. 369-370